# Broquel

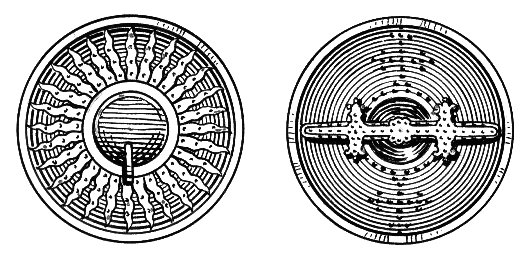

Um broquel é uma espécie de pequeno escudo que era responsável pela proteção contra golpes do inimigo, sendo uma peça segurada por mãos, ou segurada por encaixe no antebraço. Devido a seu pequeno tamanho, era mais ágil, seu material era variado entre metais, couro, e madeira.
O broquel teve seu maior uso no período entre os séculos XV e XVI, em particular pelos países europeus como a Itália e a Espanha.

## Referência
- COIMBRA, Álvaro da Veiga, Noções de Numismática. SP. Secção Gráfica da Faculdade de Filosofia, Ciências e Letras da Universidade de São Paulo, 1965.